# Coreia do Sul nos Jogos Olímpicos de Verão de 1976
A Coreia do Sul competiu nos Jogos Olímpicos de Verão de 1976, realizados em Montreal, Canadá.